# Камардин, Эдуард Русланович
Эдуа́рд Русла́нович Камарди́н (укр. Едуард Русланович Камардін, позывной — Ярый; 27 февраля 1999, Ратно — 5 сентября 2022, Терновые Поды) — украинский военнослужащий, капитан, участник российско-украинской войны. Герой Украины (8 июля 2023, посмертно).

## Биография
Эдуард Камардин родился 27 февраля 1999 года в поселке Ратно Волынской области. В 2016 году окончил лицей № 1 имени В. Газина в родном посёлке. В том же году поступил в Национальную академию сухопутных войск имени гетмана Петра Сагайдачного, которую впоследствии успешно окончил. Служил в 11-м отдельном мотопехотном батальоне. Был командиром мотопехотной роты 59 отдельной мотопехотной бригады (военной части А2980). Погиб 5 сентября 2022 года во время наступательной операции на границе Николаевской и Херсонской областей в результате танковых обстрелов вблизи посёлка Терновые Поды Николаевской области.
8 сентября 2022 года состоялись похороны в родном посёлке Ратно.

## Награды
- Звание «Герой Украины» с удостоением ордена «Золотая Звезда» (8 июля 2023, посмертно) — за личное мужество и героизм, проявленные в защите государственного суверенитета и территориальной целостности Украины, верность военной присяге[6].